# کارل بولر
کارل بولر (انگلیسی: Karl Bühler؛ ۲۷ مهٔ ۱۸۷۹ – ۲۴ اکتبر ۱۹۶۳) روان‌شناس و زبان‌شناس آلمانی بود.